# يو إف سي ليلة القتال: بيسبنغ ضد لي
يو إف سي ليلة القتال: بيسبنغ ضد لي (بالإنجليزية: UFC Fight Night: Bisping vs. Le) (المعروف أيضًا باسم يو إف سي ليلة القتال 48) هو حدث لفنون القتال المختلطة نظمته يو إف سي، وأُقيم في 23 أغسطس 2014، على كوتاي أرينا في ماكاو، الصين.